# Barranquitas
Barranquitas es un municipio del Estado Libre Asociado de Puerto Rico. Barranquitas está dividida en 7 barrios, y su centro administrativo es el pueblo de Barranquitas. 

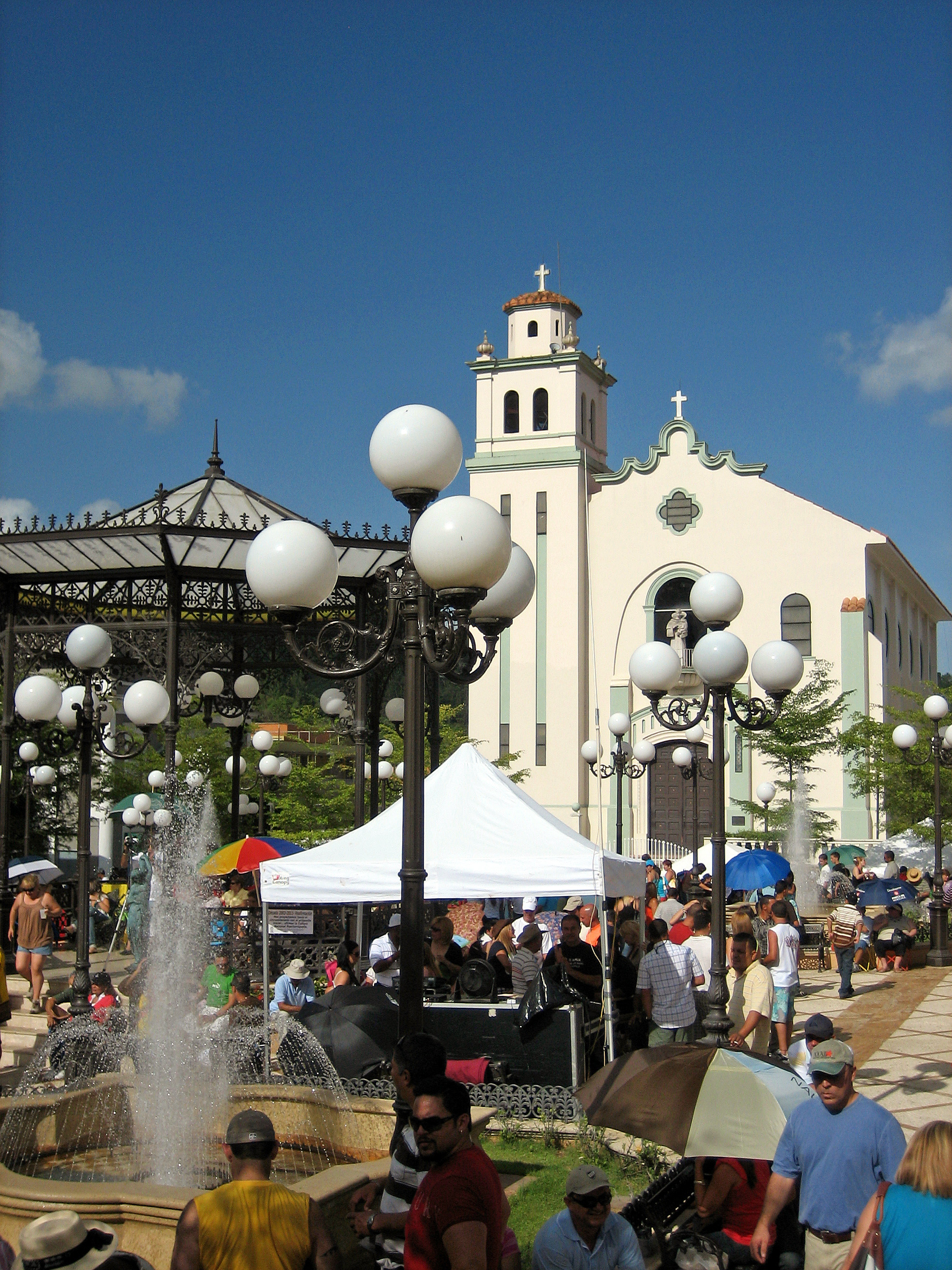
Feria Artesanal en la Plaza Pública de Barranquitas (2008)

## Etimología
Su nombre proviene de su suelo barroso y su condición de ser fácilmente arrastrado por las corrientes de agua (el barro que se arranca se conoce como barranco, cuando son pequeñas y muchas se les llama barranquitas o barranquillas).

## Datos básicos
- Localización: Barranquitas está localizado en la Cordillera Central de la Isla. Al norte colinda con Corozal y Naranjito, al sur con Coamo y Aibonito, al oeste con Orocovis y al este con Comerio.
- Superficie: 88,4 kilómetros cuadrados / 34 millas cuadradas
- Población: 30,318 habitantes(censo 2010)
- Elevación: 2,200 pies de altura
- Gentilicio: Barranquiteño
- Alcalde: Elliot Colón Blanco (PNP)
- Representante:Urayoan Hernández  Alvarado
- Monumentos: Cuna de Próceres, Cuna Feria de Artesanías, El Altar de la Patria, Pueblo de Luis Muñoz Rivera, Luis Muñoz Marin.

### Barrios
- Barrancas
- Barranquitas Pueblo
- Cañabón
- Helechal
- Honduras
- Palo Hincado
- Quebrada Grande
- Quebradillas

## Historia
En el siglo XIX, Comerío, Hato Puerto, Aibonito, Orocovis y Los Barros se convirtieron en pueblos o partidos. Barranquitas lo hizo en 1803
Desde los primeros años del siglo XVI (1508), hubo la necesidad de unir el sur con el norte de Puerto Rico con una vía que atravesara el centro de la isla. Al principio fue muy difícil pues sólo existían veredas usadas por los indios. Al fundarse Coamo, a unos 32 kilómetros de la costa sur, se acortó la distancia y al fin se hizo realidad la ruta desde Coamo, Barranquitas y Comerío a Bayamón.
Por lo largo y tortuoso de la ruta, hubo la necesidad de un lugar para comer, descansar y protegerse de las inclemencias del tiempo, y allí se enclavó lo que es hoy Barranquitas. Bordeada por el Río Piñona por el norte y este. Entre estos puntos cardinales la Quebrada Padilla derramaba sus aguas por una cascada que fue baño público por mucho tiempo y donde las lavanderas iban a lavar sus ropas.

### Reseñas históricas
Con la necesidad de un descanso en el camino de San Juan a Ponce surgieron lugares que servían de alojo al caminante, al jinete y su caballo. A su vez el centro de la isla era cultivado intensamente y se criaban animalesl;oipiopipiopo. Este auge comercial del centro a las costas y de las costas al centro justificó, entre otras cosas, la fundación de aldeas o poblados. Finalmente, muchos de estos lugares se convirtieron en pueblos. Barranquitas fue uno de ellos.
En 1803 los 72 vecinos de coto de Barranquitas designaron a don Antonio Aponte Ramos para solicitar la fundación del pueblo. El lugar pertenecía a Coamo. Esto no fue oficial hasta el 17 de noviembre de 1804, cuando se hizo el deslinde del terreno de Coamo. En 1805 se comenzó la construcción de la primera iglesia (requisito de aquel entonces) la que se consagró finalmente el 28 de marzo de 1809.
Para el 1825 el municipio tenía los siguientes barrios: Palo Hincado, Orocovis, Barrancas, Quebradillas, Honduras, Helechal, Quebrada Grande, Río Hondo, Comerío Alto, Comerío Bajo. Este mismo año el barrio Orocovis se separó, y con el barrio Barros de Morovis formaron el municipio de Barros (hoy Orocovis). Entonces, en 1826 Comerío Alto, Comerío Bajo y Río Hondo se separaron de Barranquitas y junto a otros barrios formaron Sábana del Palmar (hoy Comerío).
El tiempo pasó y el pueblo fue creciendo, desarrollándose sobre una base agrícola. Como sucedió a otros pueblos del centro de la isla, las tormentas y huracanes afectaron adversamente el empuje de su crecimiento. Se destacaron entre otros: el huracán Santa Ana 1825, San Felipe en 1876 y San Ciriaco en 1899.
Para 1895 un gran fuego destruyó más de 30 viviendas en lo que se conoce hoy como la calle Barceló. La iglesia no sufrió daños, pero una casa designada para escuela pública quedó en cenizas. En 1903 Barranquitas desapareció como municipio por la ley de Consolidación de Municipios que lo anexó a Barros (Orocovis). En 1905 Barranquitas volvió a ser un municipio autónomo. Para 1906 se construyó la carretera que une el municipio con el pueblo vecino de Comerío. Esto aumentó el comercio y mejoró las condiciones de vida de Barranquitas.
Barranquitas es pueblo rodeado de hermosas montañas en cuyo rezago nacieron grandes patriotas que le dieron renombre. Cuna de Próceres como Luis Muñoz Rivera, Clara Lair, José Berríos Berdecia y Pablo Colón Berdecia. En la actualidad se perfilan nombres como Naldo de La Loma, Cecilio Colón, Ramón A. Cruz y el trovador Luis D. Colón.
Pueblito de tradiciones, arraigado al legado de sus antepasados y que celebra con devoción la Navidad, la Semana Santa, la Feria de Artesanía (La Feria de Artesanía se celebra en julio terminando el día Feriado del Natalicio de Luis Muñoz Rivera) y las Fiestas Patronales.
Entre sus bellezas naturales se destaca el Cañón de San Cristóbal. También contiene El Mausoleo donde está enterrada la Familia Muñoz y El Cortijo, mansión de arquitectura colonial. En 2019 eligieron al alcalde Elliot Colón Blanco.